# حسن‌آباد (فیروزکوه)
حسن‌آباد روستایی در دهستان شهرآباد بخش مرکزی شهرستان فیروزکوه استان تهران ایران است.

## جمعیت
بر پایه سرشماری عمومی نفوس و مسکن در سال ۱۳۹۵ جمعیت این روستا ۳۵ نفر (۱۶خانوار) بوده‌است.